# Andrea Lembo
Andrea Lembo (ur. 12 maja 1974 w Treviglio) – włoski duchowny katolicki, biskup pomocniczy Tokio od 2023. 

## Życiorys

### Prezbiterat
Święcenia kapłańskie otrzymał 12 czerwca 2004 w Papieskim Instytucie dla Misji Zagranicznych. Przez kilka lat pracował w rodzinnym kraju jako animator misyjny. W 2011 wyjechał do Japonii i pracował duszpastersko w stołecznych parafiach. W 2017 został przełożonym japońskiej prowincji instytutu, a sześć lat później powołano go na przełożonego rejonu wschodnioazjatyckiego.

### Episkopat
16 września 2023 papież Franciszek mianował go biskupem pomocniczym archidiecezji Tokio, ze stolicą tytularną Mulia. 16 grudnia 2023 przyjął święcenia biskupie w Katedrze Najświętszej Marii Panny w Tokio. Udzielił mu ich biskup Tarcisio Isao Kikuchi SVD.   